# Иван Иванович (князь рязанский)
Был и другой рязанский князь с таким именем — Иван Иванович Коротопол.
Князь Иван Иванович (Иоанн Иоаннович) (1496—1533/1534, Великое княжество Литовское) — последний Великий князь рязанский.
Сын Ивана Васильевича и Аграфены Васильевны. Формально пришел к власти в малолетстве (1500). Фактически во время его малолетства правили сначала мать и бабка Анна Васильевна, сестра Ивана III, которые в своей политике полностью поддерживали Московского князя.

## Политическая ситуация
К началу правления князя Ивана Ивановича — Московское княжество подчинило себе все независимые русские княжества, за исключением Рязанского. Московские князья Иван III и Василий III осознавали себя не просто первыми среди русских князей, а «Государями всея Руси». Главными их задачами в реализации этого лозунга были: присоединение русских земель, входивших в состав Великого княжества Литовского, ликвидация независимости Рязанского княжества, ликвидация автономии удельных князей. Борьба за воплощение этих планов велась жестко и бескомпромиссно. В конце XV века, при правлении Ивана III, рязанское княжество не противодействовало московскому и в основном шло в фарватере московской политики. Этому способствовал и династический брак, так как княгиня Рязанская — Анна Васильевна была родной сестрой Ивана III. Роль Москвы в Рязанских делах усилилась в связи с переходом удельных князей пронских под власть Москвы, а также в связи с передачей (1503) обширных владений в Рязанских землях, принадлежащих бездетному дяде князя Ивана Ивановича — Фёдору Васильевичу, по завещанию Москве. Поэтому политика матери князя Ивана Ивановича, видимо, была вынужденно промосковской, так как осознавалось, что любые намёки на самостоятельный курс будут использованы в качестве повода для агрессии со стороны Москвы, как это только что произошло с ликвидацией независимости Тверского княжества. В договоре между Московским княжеством и Литвой (1508) Рязанское княжество указывается, как Московское владение, в дела которого Литва не должна вмешиваться.

## Правление князя Ивана Ивановича
Согласно БСЭ князь Иван Иванович отнял власть у матери (1516) с помощью крымского царевича Богатыря. Однако достоверно известно только о самом факте разорения Богатырем окраин Рязанского княжества. Как конкретно обстояли дела при Рязанском дворе и как набег татар мог помочь Ивану, неизвестно. Согласно сохранившимся документам (1513/14) докладная заемная докладывалась Аграфене, а через год аналогичная бумага — уже Ивану. Войдя в возраст и придя к власти, он попытаться возвратить независимость Рязанского княжества. Для этого решил установить дружественные отношения с крымским ханом Мехмед Гераем и дал знать о намерении жениться на его дочери. Вероятно, об этом донесли Василию III и он пригласил князя Ивана Ивановича в Москву; тот не хотел ехать, но приближенный боярин его Семён Крубин или Коробьин, возможно, агент Москвы, уговорил своего князя ехать в Москву, где князя схватили и посадили под стражу, а мать его заключили в монастырь. В города Рязанского княжества были посланы Московские наместники и его автономия была ликвидирована. Рязань и другие города княжества не оказали какого-либо сопротивления.
Согласно С. М. Соловьёву это было (1517), а по мнению О. В. Творогова — (1520). Год арест князя Ивана фигурирует в Устюжской летописи (1517), однако известны жалованные грамоты князя Ивана Ивановича (1514 - по 4 июня 1519).

## Конец жизни
Когда к Москве подступали войска крымского хана Мехмед Герая (1521), в происходившей в Москве сумятице князь Иван Иванович сумел бежать в Рязанскую землю. Он надеялся использовать набег татар для восстановления на престоле. Однако не примкнул к татарам, а скрытно отправился в свои владения. Он имел какую-то свиту, из которой отрядил Димитрия Сунбулова и Наску с посланием для своих сторонников. Однако его посланцы были перехвачены и он уже не мог найти поддержки в Рязани. Московский наместник в Переяславле-Рязанском Образцов-Симский-Хабар взял со служилых людей клятву, что если беглый князь придёт к ним с татарами, они будут биться с ним. Когда татары были отбиты от Переяславля, князь Иван Иванович бежал в Литву. Там он получил от Сигизмунда I, короля Польши и Великого князя Литовского в пожизненное владение местечко Стоклишки.
Крымский хан пытался переманить князя Ивана Ивановича к себе, и переговаривался об этом с Сигизмундом. Но тот заявил хану, что не может принудить его, но предлагал ему это. Наконец, князь Иван Иванович согласился, оговорив, что хан не будет удерживать его против воли. Ответ хана на это неизвестен, однако князь остался в Литве, где и умер († 1533 или 1534).

## Семья
Отец: Иван Васильевич (1467—1500) — великий князь рязанский (1483—1500).
Мать: Аграфена Васильевна — дочь князя Василия Ивановича Бабича.
Детей не имел.